# وائل عيان
بدأ كرة القدم بنادي الاتحاد السوري وتدرج في الناشئين والشباب إلى أن وصل إلى الفريق الأول.
حقق بطولة الدوري السوري مع الاتحاد الحلبي موسم 2004-2005
حقق بطولة كاس الجمهورية مع الاتحاد الحلبي مرتين موسم 2005 و2006
لاعب كرة قدم دولي سوري منذ عام 2007، وائل عيان من اللاعبين أصحاب اللمسة الرائعة بالملعب، يستطيع اللعب بمراكز عدة ظهير أيسر، وسط أيسر، محور .
يمتلك عرضيات أكثر من رائعة، من أفضل اللاعبين السوريين الذين يلعبون بالقدم اليسرى، ويمتلك قدرة كبيرة على صناعة الأهداف.
انتقل إلى نادي الفيصلي السعودي موسم 2010 موسم واحد مقابل 130 ألف دولار.

## مع الفيصلي
قضى وائل عيان موسمين رائعين مع الفيصلي سجل خلالهما في الدوري السعودي 6 أهداف وصنع 12 هدف انهى وائل عيان موسم 2011 مع الفيصلي لينتقل إلى صفوف نجران

## مع نجران
انتقل وائل عيان إلى نجران موسم 2012 بقيمة 130 ألف دولار لمدة موسم كامل لينضم إلى زميله جهاد الحسين ..
<==المصادر==
 
1. ↑  إحصائيات رابطة دوري المحترفين السعودي 2012/2013 نسخة محفوظة 07 مايو 2016 على موقع واي باك مشين.
2. ↑  إحصائيات رابطة دوري المحترفين السعودي 2010/2011 نسخة محفوظة 23 مارس 2016 على موقع واي باك مشين.

## وصلات خارجية
- وائل عيان على موقع قاعدة بيانات كرة القدم.إي يو (الإنجليزية)
- وائل عيان على موقع ناشيونال فوتبول تيمز (الإنجليزية)
- وائل عيان على موقع عالم كرة القدم.نت (الإنجليزية)
- وائل عيان على موقع كووورة